# Kronshagen
Kronshagen ist eine Gemeinde im Kreis Rendsburg-Eckernförde in Schleswig-Holstein am westlichen Stadtrand von Kiel, etwa sechs Kilometer vom Stadtzentrum entfernt. Die Gemeinde ist nach Elmshorn die am zweitdichtesten besiedelte Gemeinde in Schleswig-Holstein und steht an 33. Stelle in der Liste deutscher Gemeinden, nach der Bevölkerungsdichte geordnet. Der in Kronshagen an der Stadtgrenze zu Kiel gelegene Parkfriedhof Eichhof ist der größte Friedhof in Schleswig-Holstein.

## Geographie

### Geographische Lage
Im Norden, Süden und Osten grenzt die Gemeinde an die Stadt Kiel, im Westen an die Gemeinde Ottendorf.

### Geologie
Die Gemeinde Kronshagen gehört nach der naturräumlichen Gliederung zum Schleswig-Holsteinischen Hügelland, genauer zur Untereinheit des Ostholsteinischen Hügel- und Seenlandes. Kronshagen weist keine für die Jungmoränenlandschaft sonst typischen, kleinräumig wechselnden Reliefunterschiede auf. Die Oberflächenformen Kronshagens sind wie die des übrigen Kieler Umlandes eine Folge weichseleiszeitlicher und holozäner geomorphologischer Formungsprozesse. Im Unterschied zum Stadtgebiet Kiels wurde Kronshagen nicht von den letzten Eisvorstößen erreicht. Vielmehr lag es in einigen Kilometern Entfernung zum tatsächlichen Eisrand, da im heutigen Gemeindegebiet keinerlei Stauchungsvorgänge (Stauchendmoränen) nachzuweisen sind, wie etwa im Kieler Stadtgebiet (z. B. Düsternbrooker Gehölz). Die kuppige Grund- und Endmoränenlandschaft im östlichen Gemeindegebiet besitzt eine Mächtigkeit von durchschnittlich 30–40 m. An verschiedenen Stellen ist diesen mergeligen beziehungsweise lehmigen Geschieben Sand aufgelagert. Aus den flachwelligen Moränenrücken ragen in verschiedenen Bereichen sandige Erhebungen heraus. Der Heischberg, die höchste Erhebung im Ortsgebiet, verdankt seine Entstehung nicht-subglazialen Prozessen. Es handelt sich um einen Sander, der von einem subglaziären Strom am Gletschertor aufgeschüttet wurde und dessen Gerölle sortiert sind. Eine derart gebildete Erhebung wird Kame genannt und ist typisch für die schleswig-holsteinische Jungmoränenlandschaft.

### Ausdehnung des Gemeindegebiets
Die Gemeinde Kronshagen hat sich innerhalb des letzten Jahrhunderts vom Dorf zum Stadtrandkern gewandelt. Die Siedlungsstruktur der Gartenstadt Kronshagen besteht dabei überwiegend aus Einfamilienhausgebieten, Hochhausbebauung ist hauptsächlich im Nordosten vorhanden. Gewerbliche Ansiedlungen konzentrieren sich im Bereich der Eckernförder Straße und des Eichkoppelweges. In den Hausgärten bzw. den öffentlichen Grünanlagen herrschen Zier- und Obstgehölze vor, wobei der hohe Anteil an immergrünen Laub- und Nadelhölzern auffällt.
In den älteren Gebieten befinden sich z. T. sehr große Grundstücke, wie z. B. im Wildhof, Vogteiweg oder Volbehrstraße (am Ende) mit hohem, häufig altem Baumbestand. Auf einigen Grundstücken befinden sich Obstbaumwiesen. Da in neueren Wohngebieten die Grundstücke eher klein und schmal sind, stehen hier meist nur einzelne, kleinwüchsige Bäume. Rasenflächen nehmen den Hauptteil dieser Gärten ein. Größere Gehölzbestände finden sich im Friedhof Eichhof, westlich der Claus-Sinjen-Straße und am Suchsdorfer Weg.

### Klima
Großklimatisch gehört Kronshagen zum ozeanischen Übergangsklima. Die Niederschlagsmenge liegt bei 725 – 750 mm/Jahr, die Jahresmitteltemperatur bei +7,5 bis +8,0 °C, Hauptwindrichtung ist Südwest bis West oder Ost, die mittlere Windstärke beträgt 4,0–4,5 Beaufort. Im Siedlungsgebiet ist durch den hohen Überbauungsgrad von einem wesentlich niedrigeren Wert auszugehen.

## Geschichte
Zu Beginn des 20. Jahrhunderts war das Dorf Kronshagen eine der vielen selbständigen Gemeinden am Rande Kiels. Beispielhaft zu nennen wären die ehemaligen Gemeinden Russee, Suchsdorf, Hasseldieksdamm, Projensdorf, Wik und Hassee, die auch alle zum alten Amt Kronshagen gehörten. Alle diese ehemaligen Dörfer sind heute Stadtteile Kiels. Kronshagen ist eigenständig geblieben und zu einer Stadtrandgemeinde mit zirka 12.000 Einwohnern herangewachsen.

### Das Gut Kronshagen
Kronshagen wurde am 23. März 1271 erstmals urkundlich erwähnt. Bis 1452 gehörten sämtliche Dörfer des Gutes Kronshagen dem Heiligengewar-Kloster in Kiel. Die Verwaltung der Besitzungen lag in den Händen des Bürgermeisters und des Rates der Stadt Kiel.
Im Jahre 1572 wurden die Stadtdörfer dann Herzog Adolf von Gottorp in Pacht gegeben. Dieser vereinigt sie zum Meierhof Kronshagen.
Nach langen Auseinandersetzungen zwischen der Stadt Kiel und dem Herzoghaus um die sog. Stadtdörfer wurde durch den Permutationskontrakt vom 12. Dezember 1667 der nach dem Dreißigjährigen Krieg erneut ausgebrochene Streit gelöst. Herzog Christian Albrecht zwingt mit dem Permutationskontrakt die Stadt Kiel, sämtliche Dörfer abzutreten. Als Entschädigung für insgesamt 4000 ha wurden der Stadt Kiel jährlich 1000 Reichstaler zugesprochen. Diese Zahlungen werden bis in die heutige Zeit geleistet. Für das Jahr 2016 waren hierfür 1900 Euro im Landeshaushalt veranschlagt.
Gleich nach Abschluss des Permutationskontraktes stattete Herzog Christian Albrecht den Hof Kronshagen mit adeligen Rechten aus und vergrößerte ihn. Bis 1760 wechselte das Gut mehrmals den Besitzer, um nach einem langwierigen Prozess wieder den Gottorpern zugesprochen zu wurden, allerdings gegen Hinterlegung von 75.000 Reichstalern. Der damalige Herzog war gleichzeitig Zar von Russland. Alte Urkunden und Flurkarten, versehen mit dem Doppeladler, dem Siegel der russischen Krone, bezeugen, dass sich das Gut im Besitz des russischen Großfürsten befand.

### Vom Bauerndorf zur Gartenstadt
Im Jahre 1768 gelangten die Vorbereitungen, das Gut Kronshagen zu parzellieren und in ein Amt umzuwandeln, zum Abschluss. Das Hoffeld des Gutes wurde von Caspar von Saldern im Auftrag des Landesherrn in 31 Parzellen und elf kleinere Stellen aufgeteilt und verkauft oder in Erbpacht gegeben. Die im 16. Jahrhundert angelegten Dörfer Kopperpahl, Kronshagen und Hasseldieksdamm entstehen nun aufs Neue.
Das neu gegründete Amt Kronshagen (1768–1867) hatte zunächst einen Amtmann für sich mit Sitz in Kiel. Unter dänischer Herrschaft verwaltete der Amtmann von Bordesholm gleichzeitig Kronshagen. Jeden Monat kam er nach Kronshagen, um in dem alten Amtshaus Gericht zu halten. Ein Amtsinspektor, der in dem Amtshaus wohnt, war für die gesamte Verwaltung und Inspektion verantwortlich. Durch die Zusammenlegung der Ämter Bordesholm, Kronshagen, Kiel und Neumünster und der Stadt Kiel entstand im Jahr 1867 der Landkreis Kiel.
Am 19. Juni 1884 fand dann die erste Sitzung der Gemeindeversammlung in Kronshagen unter Leitung eines Ortsvorstehers statt. Sie umfasste 27 stimmberechtigte Mitglieder. Eine der ersten Amtshandlungen der Gemeindeversammlung war die Gründung der Freiwilligen Feuerwehr Kronshagen am 2. Oktober 1884. Schließlich wurde am 1. Oktober 1889 der Amtsbezirk Kronshagen gebildet. Er umfasste fast die gleichen Dörfer wie das Amt von 1768. Kronshagen mit Kopperpahl, Suchsdorf, Ottendorf, Hassee mit Winterbek, Hasseldieksdamm, Russee und die Wik sowie die beiden Güter Schwartenbek und Projensdorf gehörten zum Amtsbezirk Kronshagen. Aufgrund von Eingemeindungen der Stadt Kiel wurde der Amtsbezirk immer kleiner: 1893 wurde Wik mit Steenbek, 1910 Hasseldieksdamm Stadtteil von Kiel.
Im Jahr 1895 betrug die Einwohnerzahl Kronshagens 431 Menschen. Unter dem Einfluss des stark wachsenden Reichskriegshafens Kiel begann eine regere Bautätigkeit um die Jahrhundertwende in Kronshagen. Im Ortsteil Kopperpahl entstanden in der Eckernförder Chaussee zahlreiche mehrstöckige Mietshäuser. In Kronshagen begann man mit dem Ausbau des Kronshagener Weges zwischen der Gaststätte Königstein und dem Bahnübergang. 1906 wurde der Kronshagener Bahnhof eröffnet. In den 1930er Jahren hatte er das höchste Güterumschlagsaufkommen. Die zunehmende Motorisierung in den 1960er Jahren führt zu einem starken Rückgang. 1979 wurde der Bahnhof stillgelegt und vom DRK-Ortsverband aufgekauft. Der Bahnhof diente noch bis zum 30. Mai 1981 als Haltepunkt und wurde am 14. Dezember 2014 wiedereröffnet.
Der Landwirt Claus Volbehr verkaufte 1910 einen Großteil seines Landes entlang der Kieler Straße an die „Gartenstadt-Terrain-Gesellschaft Kronshagen in Kiel“. Hier entstand in den folgenden Jahren das Konzept der Gartenstadt Kronshagen. Es erfolgt ein Ausbau eines großen Areals (Kieler Straße, Villenweg) mit Villen im Landhausstil mit Garten überwiegend nach Plänen von Carl Mannhardt (1876–1914).

Schließlich wurde 1911 das Gemeindehaus von C. Mannhardt im Stil der „Heimatschutzarchitektur“ errichtet und in Betrieb genommen. Im gleichen Jahr wurde mit dem Bau der Kopperpahler Allee als Verbindung zwischen den Ortsteilen Kronshagen und Kopperpahl begonnen. Die Straße wurde als repräsentative Hauptstraße geplant, und zu beiden Seiten wurden Baumreihen angelegt. Ebenfalls 1911 wurde ein weiterer Bauabschnitt der Gartenstadt geplant, diesmal nördlich des Hasselkamp. Die Eigenheim-Baugenossenschaft Hasselkamp-Kronshagen e. G. m. b. H. kaufte vom Landwirt Horst Kähler ein ca. 220 × 140 m großes Karree und teilte es für eine Bebauung mit Reihenhäusern mit großen Gärten in 51 Parzellen auf. Arnold Bruhn (1879–1961) war Vorstandsmitglied und ausführender Architekt. Die ersten 24 Häuser im Stil der „Heimatschutzarchitektur“ in „landhausmäßiger Bauweise“ (Bruhn) wurden ab 1913 im Südostteil des Karrees bezogen.
Im Jahr 1912 erhielt Kronshagen seine erste Schule. Die Brüder-Grimm-Schule mit Turnhalle wurde nach Plänen von Johann Garleff (1878–1976) im Stil der „Heimatschutzarchitektur“ erbaut. Zunächst wurde hier eine Volks- und Mittelschule eingerichtet. Heute wird sie nur noch als Grundschule genutzt. 1914 endete mit Beginn des Ersten Weltkriegs die Bautätigkeit in Kronshagen vorerst. Als nach dem Ersten Weltkrieg in den 1930er Jahren Kiel wieder Sitz der Marine wurde, setzte erneut eine umfangreiche Bautätigkeit ein. Zwischen 1935 und 1939 wuchs die Einwohnerzahl Kronshagens von 2463 auf 3503. Mitte und Ende der 1930er Jahre wurden einige wichtige Bauten errichtet: die ELAC-Wohnblocks in der Kieler Straße (1936/37), das Marine-Lazarett (1937/39), das Feuerwehrhaus in der Kopperpahler Allee (1939), an dessen Stelle heute das Rathaus steht. Die nach dem Ersten Weltkrieg wieder einsetzende Bautätigkeit ebbte mit Beginn des Zweiten Weltkriegs erneut ab. Im Zweiten Weltkrieg blieb Kronshagen weitgehend von Bomben und Zerstörungen verschont.

### NS-Zeit

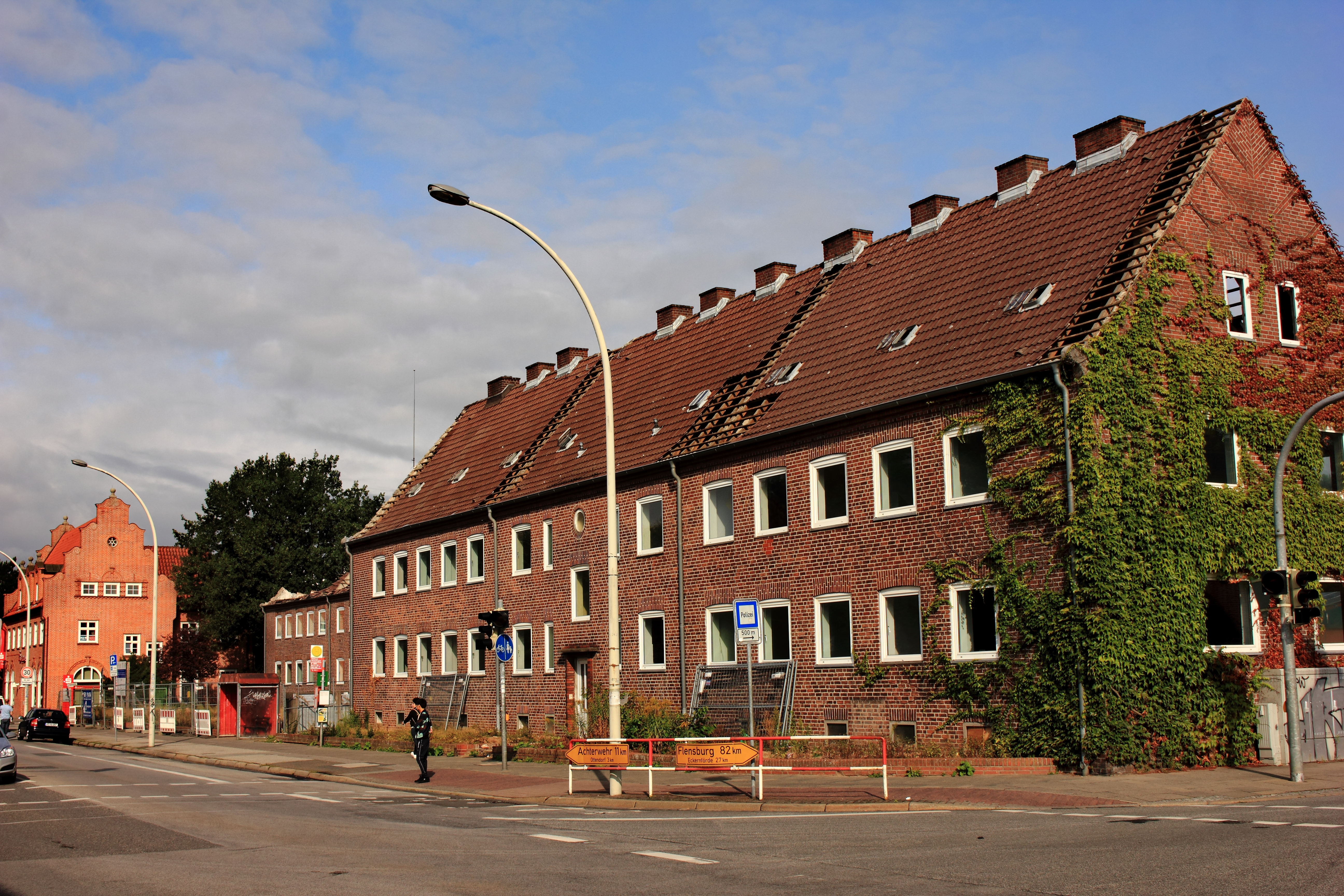
ELAC-Wohnblocks, gebaut 1936/37, abgerissen, März 2018

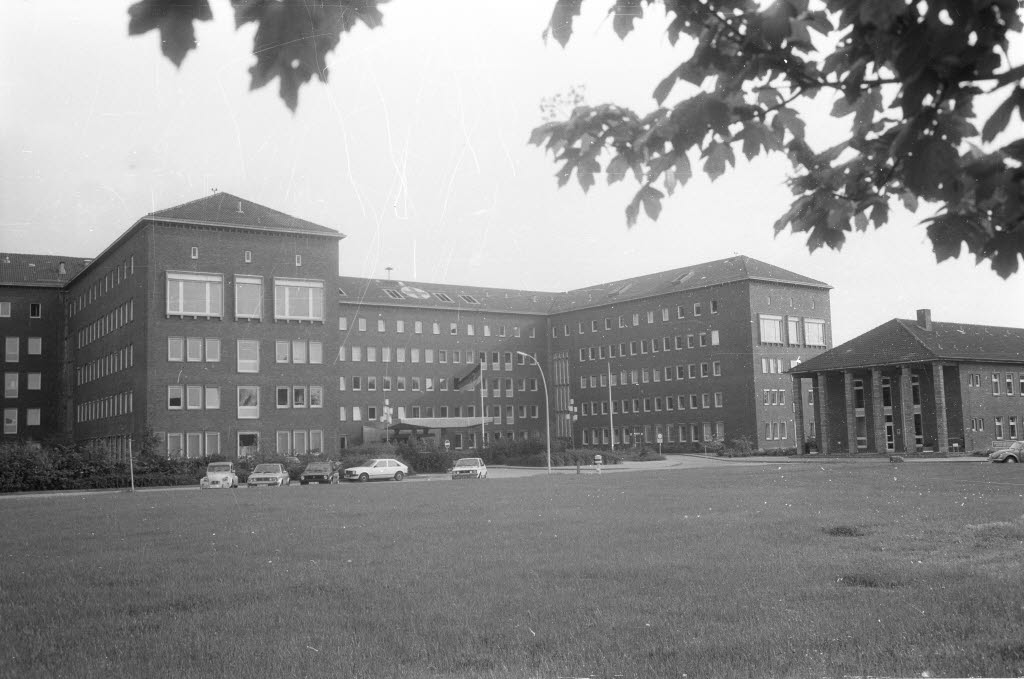
Ehemaliges Marine-Larzarett, Kronshagen (1982); gebaut 1937/39, geschlossen 1997

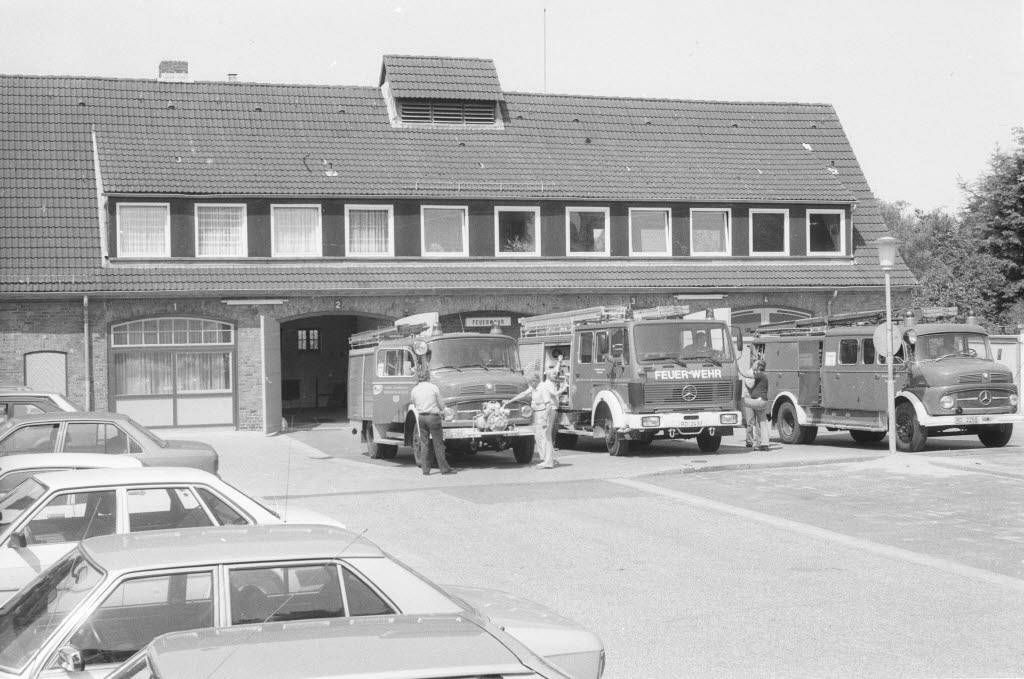
Freiwillige Feuerwehr Kronshagen, Kopperpahler Allee 7 (1982); im Februar 2017 ausgebrannt und abgerissen; auf dem Gelände wurde 2000 das neue Rathaus gebaut.

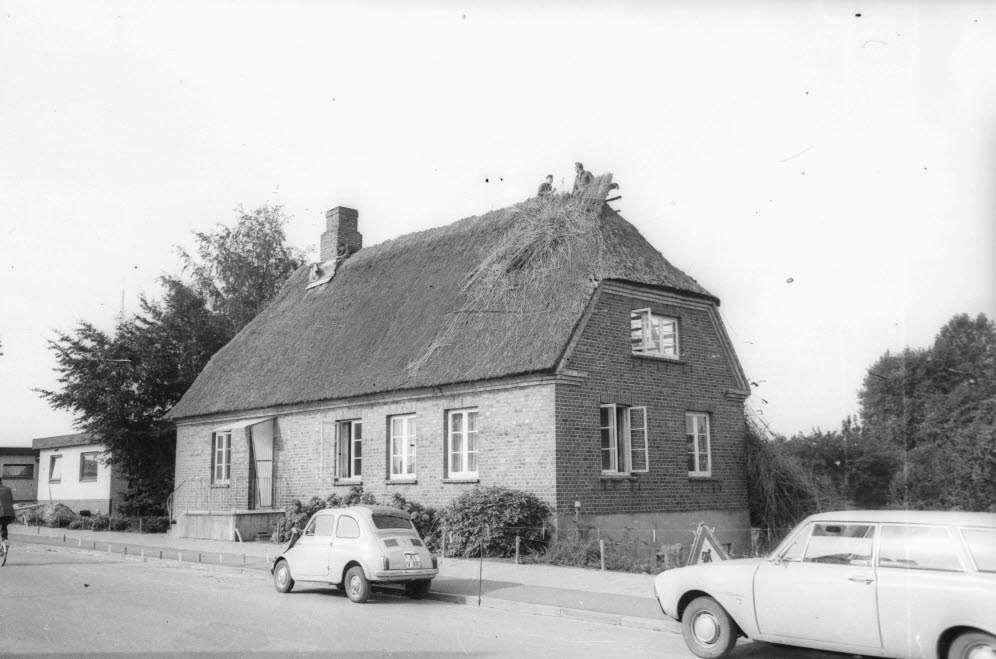
Heim der Hitlerjugend (HJ), Kronshagen; 1939 erbaut, 1970 abgerissen.

Die Gemeinde Kronshagen gehörte seit der Auflösung des Kreises Bordesholm 1932 zum Kreis Rendsburg. Mit der Machtergreifung der Nationalsozialisten begann auch in Kronshagen die Unterdrückung Andersdenkender. Der Rendsburger NS-Landrat, Wilhelm Hamkens, ordnete am 18. September 1933 an, dass die sozialdemokratischen und kommunistischen Gemeindevertreter Kronshagens ihr Mandat nicht weiter wahrnehmen durften. Ab 1. Januar 1934 trat eine veränderte Gemeindeverfassung in Kraft. Nach dem nun geltenden Führerprinzip des NS-Regimes wurde am 1. Januar 1934 ein neuer Bürgermeister zum alleinigen Leiter der Gemeinde bestimmt. Paul Drews übernahm das Bürgermeisteramt im Februar 1934 mit der Unterstützung der neuen Gemeinderäte, wie dem NSDAP-Ortsgruppenleiter Ludwig Peters. Drews setzte sich schon ab 1930 aktiv, jedoch vergeblich, für die Eingliederung Kronshagens in die Nachbarstadt Kiel ein. An dem ersten offenen NS-Straßenterror im beschaulichen Kronshagen war dann 1936 ausgerechnet der hiesige Hilfsgeistliche und spätere Gemeindepfarrer Ernst Scharrenberg beteiligt. Dieser versammelte sich zu den Reichstagswahlen im März 1936 mit dem SA-Sturm Kronshagen vor dem bereits mit Schmähungen beschmierten Haus des Pensionärs und Zeugen Jehovas Friedrich Belz in der Kieler Straße 43, warf Fensterscheiben ein und skandierte Parolen gegen den wahlunwilligen „Volksverräter“. Nahezu zeitgleich zu der Ermordung von Belz im März 1938 im fernen KZ Sachsenhausen wohnte Bürgermeister Drews der Amtseinführung von Scharrenberg als Pastor bei und trat in der Öffentlichkeit Kronshagens bei der Einweihung von Wohnbauten wie den ELAC-Reihenhausblöcken mit den regimeüblichen Lobesreden auf Hitler in Erscheinung. Stärker als die örtliche Hitlerjugend (HJ) selbst, trieb Drews engagiert den Bau eines HJ-Heims am Suchsdorfer Weg voran, das im Mai 1939 eingeweiht wurde.
Im Juni 1933 wurde der SPD-Ortsverein wie die gesamte SPD von den Nazis verboten. 1938 wurde in Kopperpahl wie auch in anderen Orten das Vermögen der Arbeitervereinigungen beschlagnahmt. Von 1937 bis 1939 erfolgte der Bau eines Marine-Lazaretts an der Kopperpahler Allee mit 500 Betten. Für die Planung des prestigeträchtigen Bauprojekts setzte NS-Bürgermeister Drews umstrittene Grundstücksenteignungen zulasten Einheimischer durch. Unter den zunehmenden Kriegseinwirkungen ab 1941 kam es zur Anlage von Schutzbunkern und Splitterschutzgräben, sowie zum Umfunktionieren der Kronshagener Schule zum städtischen Hilfskrankenhaus.
Im Zweiten Weltkrieg blieb Kronshagen weitgehend von Bomben verschont. Jedoch verloren 230 Bürger der Gemeinde durch Kriegseinwirkung ihr Leben.
Zu den Verfolgten des Nazi-Regimes zählten unter Anderen auch die drei im Ort wohnenden Zeugen Jehovas (IBV). Es betraf das Ehepaar Gertrud und Friedrich Belz in der Kieler Straße 43 sowie die mit ihnen befreundete Ellen Martens, die mit ihrem Mann Otto Martens unentgeltlich im Belz’schen Gartenhäuschen wohnte. Letztere verhaftete die Gestapo am 30. Oktober 1937 unter der Anklage der „Zersetzung“. Im Gerichtsprozess erfolgte jedoch am 5. Februar 1938 ein Freispruch. Gleichzeitig war auch das Ehepaar Belz in „Schutzhaft“ genommen worden. Auch sie sprach das Gericht zwar am 16. März 1938 frei, doch im selben Jahr kamen sie abermals in Schutzhaft. Friedrich Belz’s Deportierung ins KZ Sachsenhausen erfolgte im März 1938. Dort kam er am 8. März 1939 ums Leben. Als offizielle Todesursache wurde „Lungenentzündung“ eingetragen. Ein im April 2009 verlegter „Stolperstein“ zeugt von seiner Leidensgeschichte. Otto Martens wurde am 7. September 1942 in das KZ Stutthof deportiert und kam dort am 23. Januar 1943 unter ungeklärten Umständen ums Leben. Auch an ihn erinnert ein „Stolperstein“.
Die seit dem 24. November 1943 am Hasselkamp in Kronshagen in Mischehe lebende Jüdin Jenny H. war ebenfalls seit 1933 drangsaliert und verfolgt worden. Mitte 1944 erhielt sie die Nachricht, dass ihr ältester Bruder und dessen Frau, die bereits 1941 von Kiel ins Ghetto Riga deportiert worden waren, dort ermordet wurden. Die Kronshagener Gendarmerie verhaftete Jenny H. am 14. Februar 1945 und deportierte sie mit einer ganzen Gruppe Kieler Juden ins KZ Theresienstadt, das die Rote Armee am 8. Mai 1945 befreite. Jenny H. überlebte.
Auch in Kronshagen lebten und arbeiteten in der NS-Zeit Zwangsarbeiter und Kriegsgefangene, größtenteils unter unmenschlichen Bedingungen. So z. B. etwa 50 russische Kriegsgefangene in der bei der Kronshagener Bevölkerung unter dem Namen „Kartoffellager“ bekannten, mit Stacheldraht umzäunten Baracke in der Kieler Straße 65. In den fünf Kronshagener Zivilarbeiterlagern waren insgesamt über 1000 Arbeiter unterschiedlicher Nationalitäten untergebracht. Eingesetzt waren sie in Firmen und kleineren Betrieben im Ort selbst, im Hilfskrankenhaus Kronshagen, als Arbeitskräfte für die Verwaltung des Friedhofs Eichhof oder in Kiel, aber auch in zahlreichen Privathaushalten. Für die Polen und „Ostarbeiter“ galten aufgrund der Rassenideologie spezielle Erlasse, die sie in ihrem täglichen Leben stark einschränkten. Am 21. März 1941 wurde ein polnischer „Zivilarbeiter“ namens Czeslav S. aus Kronshagen vom Kieler Sondergericht zum Tode verurteilt und am 26. April 1941 hingerichtet. Außer ihm starben mindestens 41 weitere „Zivilarbeiterinnen“ und „Zivilarbeiter“ in Kronshagen. Im von der Gestapo im Juni 1944 eingerichteten Arbeitserziehungslager Nordmark und im Parkfriedhof Eichhof in der Nachbarschaft des Ortes wurden wahrscheinlich auch Kronshagener Zwangsarbeitende eingesetzt. Auf dem Friedhof wurden mindestens 1259 zur Zwangsarbeit verschleppte Kinder, Frauen und Männer aus allen von der deutschen Wehrmacht besetzten Ländern, Opfern des Arbeitserziehungslagers und anderer Konzentrationslager sowie der NS-Justiz begraben. Unter ihnen befanden sich mindestens 14 der namentlich bekannten, toten „Zivilarbeiter“ aus Kronshagen.

### Die Entwicklung nach dem Zweiten Weltkrieg
Nach Kriegsende lebten in Kronshagen 5810 Menschen. Die Folgen des Krieges zeigten sich in Kronshagen sehr deutlich, als ein nicht abreißender Strom von Ausgebombten aus der Umgebung und Heimatvertriebenen die Wohnungsnot fast unerträglich wurden ließ. Dazu kam, dass die britische Besatzungsmacht zahlreiche Häuser inklusive Mobiliar beschlagnahmt und deren Bewohner ausquartiert (u. a. im Hasselkamp und in der Wendenstraße).
Mit dem wirtschaftlichen Aufschwung nach dem Zweiten Weltkrieg setzte in Kronshagen eine bisher nie erlebte Bautätigkeit ein. Es gilt nicht nur, die vielen Heimatvertriebenen mit angemessenem Wohnraum zu versorgen, sondern viele Familien wollten sich ihren Wunsch nach einem eigenen Heim erfüllen. Mit Unterstützung durch Bund, Land und Kreis konnte sich die Gemeinde Kronshagen den hohen Anforderungen an das öffentliche Gemeinwesen stellen. Sie setzte die ihr zur Verfügung stehenden Mittel dafür ein, ihren Bürgern einen lebens- und liebenswerten Wohnraum zu schaffen.
Im Jahr 1952 hatte Kronshagen schon 6962 Einwohner und wuchs weiter. Die Gemeindevertretung Kronshagens beschloss einen Aufbauplan mit vier Durchführungsplänen, die nach Inkrafttreten des Bundesbaugesetzbuches in einem Flächennutzungsplan und zahlreichen Bebauungsplänen umgesetzt wurden. In den nächsten Jahren und Jahrzehnten entstehen in Kronshagen zahlreiche neue Baugebiete. Exemplarisch seien hier genannt: das neue Ortszentrum gegenüber dem Gemeindehaus mit Läden und Wohnungen, die Siedlungshäuser in der Tegelkuhle, Siedlerkamp und Möllerstraße, die Wohnungsbauvorhaben auf dem Heischberg und auf der Domäne, das Gebiet Fußsteigkoppel gegenüber dem Bundeswehrkrankenhaus sowie die Bereiche Tauwerk und Seilerei.
Die Kirche der katholischen St.-Bonifatius-Gemeinde wurde 1960 am Wildhof erbaut. 1961 wurde die Kirchengemeinde selbständig und von der bisherigen Muttergemeinde St. Nikolaus in Kiel-Mitte getrennt. Zum Pfarrbezirk der Gemeinde gehört neben Kronshagen auch der Kieler Stadtteil Suchsdorf. Im selben Jahr wurde die evangelische Christuskirche an der Ecke Kopperpahler Allee/Hasselkamp fertiggestellt und geweiht. Der Bezirk der Christusgemeinde umfasst Kronshagen und Ottendorf. Sie war seit dem 1. Dezember 1946 selbständig.
1965 wurden in einem Grenzänderungsvertrag zwischen der Stadt Kiel und der Gemeinde Kronshagen Flächen zum Ausbau des neuen Stadtteils Mettenhof und für den Neubau der Pädagogischen Hochschule überlassen. Dafür erhielt Kronshagen andere Flächen am Hofbrook, im Raum der Fußsteigkoppel, in Kopperpahl, am Eschenkamp und an der Grenze zu Suchsdorf. Zwischen 1967 und 1972 wurde mit dem Bau der Realschule Kronshagen (1967) und dem Gymnasium Kronshagen (1972) das schulische Angebot in Kronshagen komplettiert. Seitdem verfügt die Gemeinde Kronshagen über alle Schularten.
Im Jahr 1970 hatte die Einwohnerzahl Kronshagens mit 10.841 die 10.000er-Marke deutlich überschritten. In der Folgezeit wurden weitere öffentliche Einrichtungen in Kronshagen errichtet:
Das Sport- und Schulzentrum am Suchsdorfer Weg war 1980 endgültig fertiggestellt, schließlich auch die Sporthalle des Gymnasiums. Seitdem stehen den Sportlern zwei Drei-Feld-Hallen zur Verfügung. Das bis dahin größte Hochbauvorhaben der Gemeinde wurde 1984 mit dem Bürgerhaus eröffnet. Als Veranstaltungsort für Tagungen genießt es überregionales Ansehen. Im Jahre 1999 wurde das Bürgerhaus um zwei Klubräume und ein Stuhllager für über eine Million DM erweitert, da die Kapazitäten nicht mehr ausreichten.
Am 1. Juli 2000 wurde nach über zehnjähriger Diskussion, einem Bürgerentscheid über den Standort sowie langer Planungszeit das neue Rathaus der Gemeinde Kronshagen am Standort des alten Feuerwehrhauses mit einem großen Fest eröffnet. Dieses Gebäude mit einer Gesamtnutzfläche von 2241 m² war das größte Hochbauvorhaben in der Geschichte der Gemeinde Kronshagen. Die Kosten betrugen rund 6,5 Millionen Euro. Als ähnlich große Maßnahme beschloss die Gemeindevertretung im Jahr 2005, die Brüder-Grimm-Grundschule, die Eichendorff-Schule und die Realschule Kronshagen in Offene Ganztagsschulen umzuwandeln. Dazu wurden die Eichendorff-Schule und die Gemeinschaftsschule in den nächsten Jahren für über 10 Millionen Euro saniert und erheblich erweitert.

## Denkmale
In der Liste der Kulturdenkmale in Kronshagen stehen die in der Denkmalliste des Landes Schleswig-Holstein eingetragenen Kulturdenkmale. In der Liste der Stolpersteine in Kronshagen sind die vom Künstler Gunter Demnig in Kronshagen verlegten Stolpersteine aufgelistet.

## Politik

### Gemeindevertretung
Die Gemeindevertretung ist die kommunale Volksvertretung der Gemeinde Kronshagen. Über die Zusammensetzung entscheiden die Bürger alle fünf Jahre. Die letzte Kommunalwahl fand am 14. Mai 2023 statt. Diese führte bei einer Wahlbeteiligung von 53,8 % zu nebenstehender Zusammensetzung der Gemeindevertretung.

### Bürgermeisterin
Bürgermeisterin von Kronshagen ist seit 2024 Nora von Massow (parteilos). Bei der Bürgermeisterwahl am 9. Juni 2024 erhielt sie 77,4 Prozent der Stimmen. Der unterlegene Gegenkandidat Christoph-Nikolaus von Unruh erhielt 22,6 Prozent. Sie trat damit die Nachfolge von Ingo Sander (CDU) an, der im Juli neuer Landrat des Kreises Rendsburg-Eckernförde wurde und somit aus dem Bürgermeisteramt ausschied.

### Wappen
Blasonierung: „In Silber auf grünem Rasen drei belaubte grüne Bäume. Im roten Schildhaupt eine goldene Krone.“

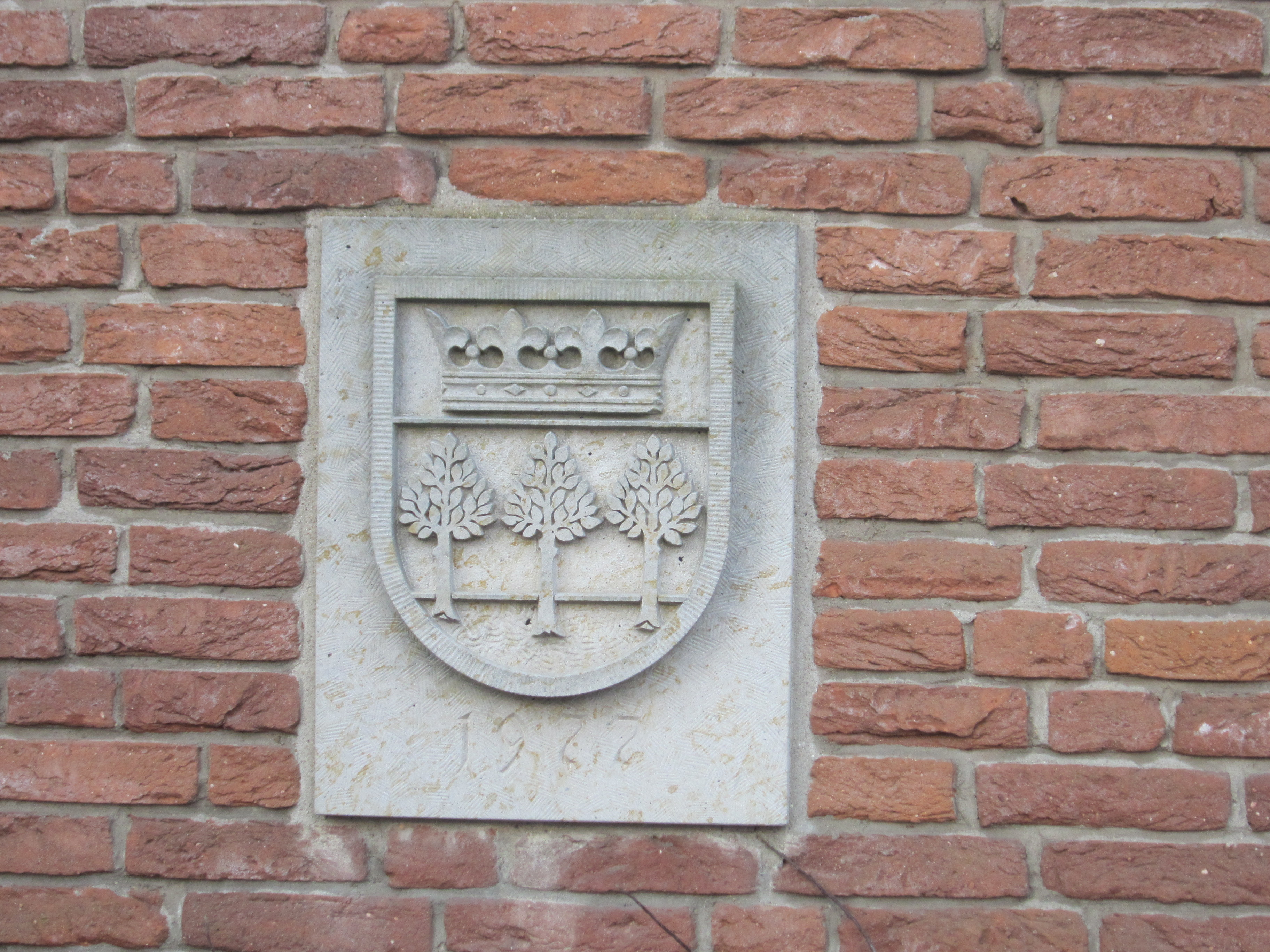
Wappen der Gemeinde Kronshagen aus Stein
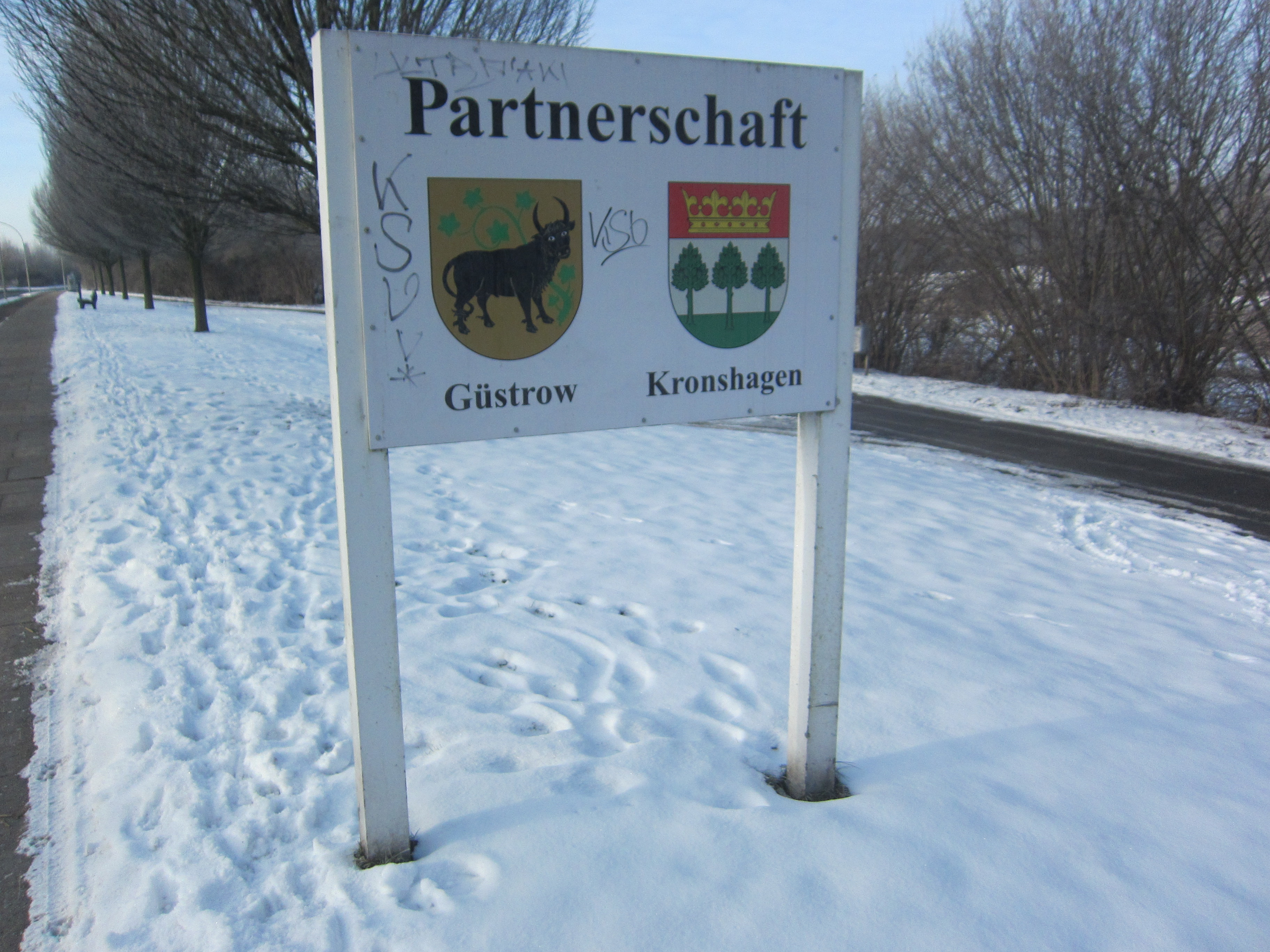
Partnerschaftsschild

### Partnerstadt
- Güstrow (Mecklenburg-Vorpommern)

### Patenschaft
Deutsches Gymnasium für Nordschleswig (Aabenraa, DK)

## Wirtschaft und Infrastruktur

### Verkehr
Östlich der Gemeinde liegt die B76, von der nordöstlich von Kronshagen die B503 abzweigt. Südlich von Kronshagen liegen die A215 und die A210, welche auch über die B76 erreichbar sind. Der Haltepunkt Kronshagen an der Kieler Straße wird vom Regionalverkehr der Nordbahn auf der Bahnstrecke nach Flensburg zwischen Kiel und Eckernförde bedient. Der weitere ÖPNV wird durch mehrere Buslinien der Kieler Verkehrsgesellschaft und der Autokraft sichergestellt.

### Medien
Sendeanlage des NDR
Der NDR betreibt in Kronshagen eine Sendeanlage für UKW und Mittelwelle, deren Antennenanlage aus einem gegen Erde isolierten, abgespannten Rohrmast und zwei abgespannten Stahlfachwerkmasten, zwischen denen ein Verbindungsseil gespannt ist, besteht. Der höchste der Masten dieser Sendeanlage ist 191 Meter hoch.
Der Mittelwellensender, dessen Frequenz 612 kHz beträgt, ist zurzeit inaktiv. Er diente bis Mitte der 1990er Jahre zur Verbreitung eines Hörfunkprogramms des NDR und bis Mitte 2004 zur Verbreitung des Popmusikprogramms Power 612.
Er darf, bedingt durch Auflagen des Genfer Wellenplans, nur tagsüber mit einer maximalen Ausgangsleistung von 100 Kilowatt betrieben werden. Der Fernseh-Sendebetrieb am Standort Kronshagen wurde im November 2004 mit der Abschaltung des analogen Antennenfernsehens zugunsten von DVB-T eingestellt. DVB-T wird für Kiel ausschließlich vom Telekom-Standort am Amselsteig abgestrahlt.

### Öffentliche Einrichtungen
Kronshagen verfügt über gut ausgestattete öffentliche Einrichtungen.
Das im Jahr 2000 fertiggestellte Rathaus ist das Haus der kommunalen Selbstverwaltung und das Verwaltungs- und Dienstleistungszentrum in Kronshagen. Im Sitzungssaal finden die Sitzungen der Gemeindevertretung und der Ausschüsse, daneben aber auch weitere Veranstaltungen statt. Regelmäßig finden hier auch Ausstellungen von Künstlern statt. Im Erdgeschoss befindet sich das neu eingerichtete Bürgerbüro.
An der Kopperpahler Allee liegt das 1984 fertiggestellte Bürgerhaus. Insgesamt besteht das Bürgerhaus aus einem großen Saal für bis zu 500 Personen, der sich auch in drei Saalteile aufteilen lässt, sowie aus der Klöndeel, die für kleinere Veranstaltungen gut geeignet ist. Im Jahre 2000 wurde das Bürgerhaus durch einen Anbau erweitert. Nun gibt es zusätzlich zwei Clubräume für bis zu 30 Personen, die sich bei Bedarf auch zusammenlegen lassen. Des Weiteren gibt es zwei Kegelbahnen, die Schützenstube mit Schießstand und die Räume der Volkshochschule im Untergeschoss des Bürgerhauses.
Eine weitere öffentliche Einrichtung ist die Gemeindebücherei. Sie wurde 1960 in einem Gebäude gegenüber der Brüder-Grimm-Schule eröffnet, seit 1978 befindet sie sich in dem Gebäude neben dem Bürgerhaus. Es können Bücher, Zeitschriften, DVDs und Blu-Rays, Musik-CDs sowie CD-ROMs ausgeliehen werden.
In Kronshagen befindet sich das Schifffahrtmedizinische Institut der Marine.

### Schulen
- Grundschule Kronshagen (Fusion 2018 der Eichendorff-Schule und der Brüder-Grimm Schule (gegründet 1912, steht unter Denkmalschutz))[23]
- Gemeinschaftsschule Kronshagen (gegründet 2010/2011, vorher Realschule Kronshagen (gegründet 1966))
- Gymnasium Kronshagen (gegründet 1972)

Schulen in Kronshagen
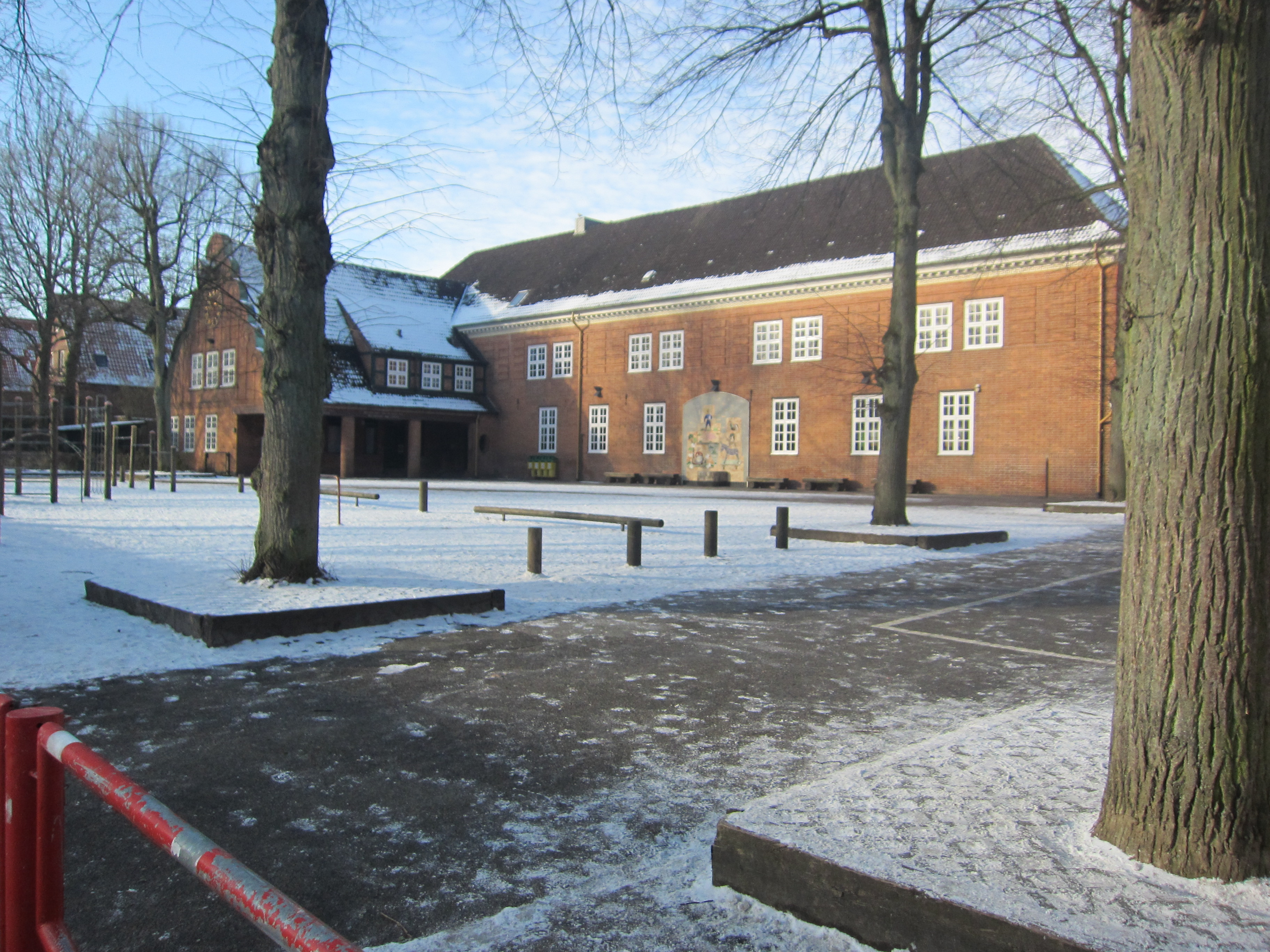
Grundschule Kronshagen (ehemalig Brüder-Grimm-Schule)
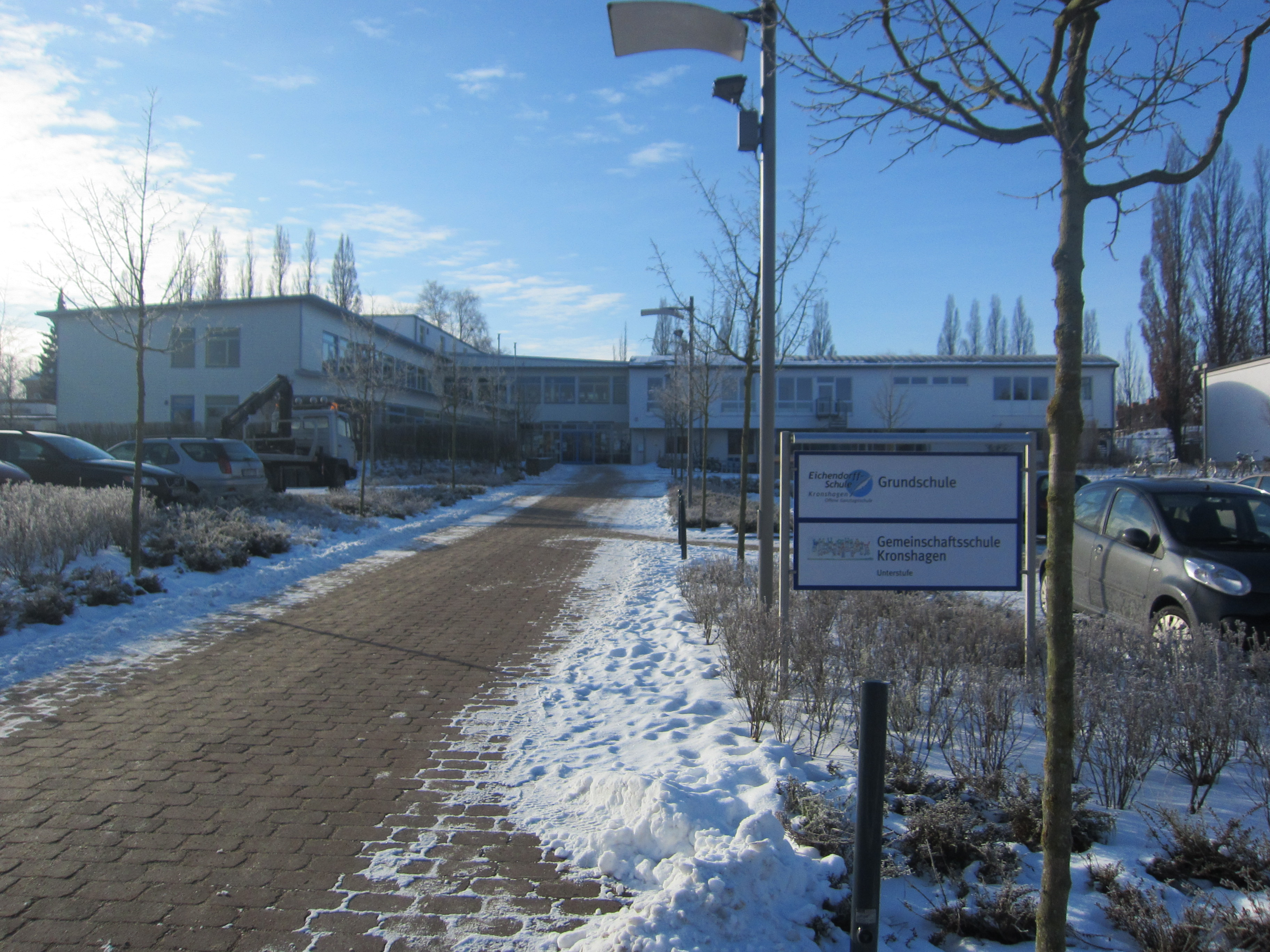
Grundschule Kronshagen (ehemalig Eichendorff-Schule)
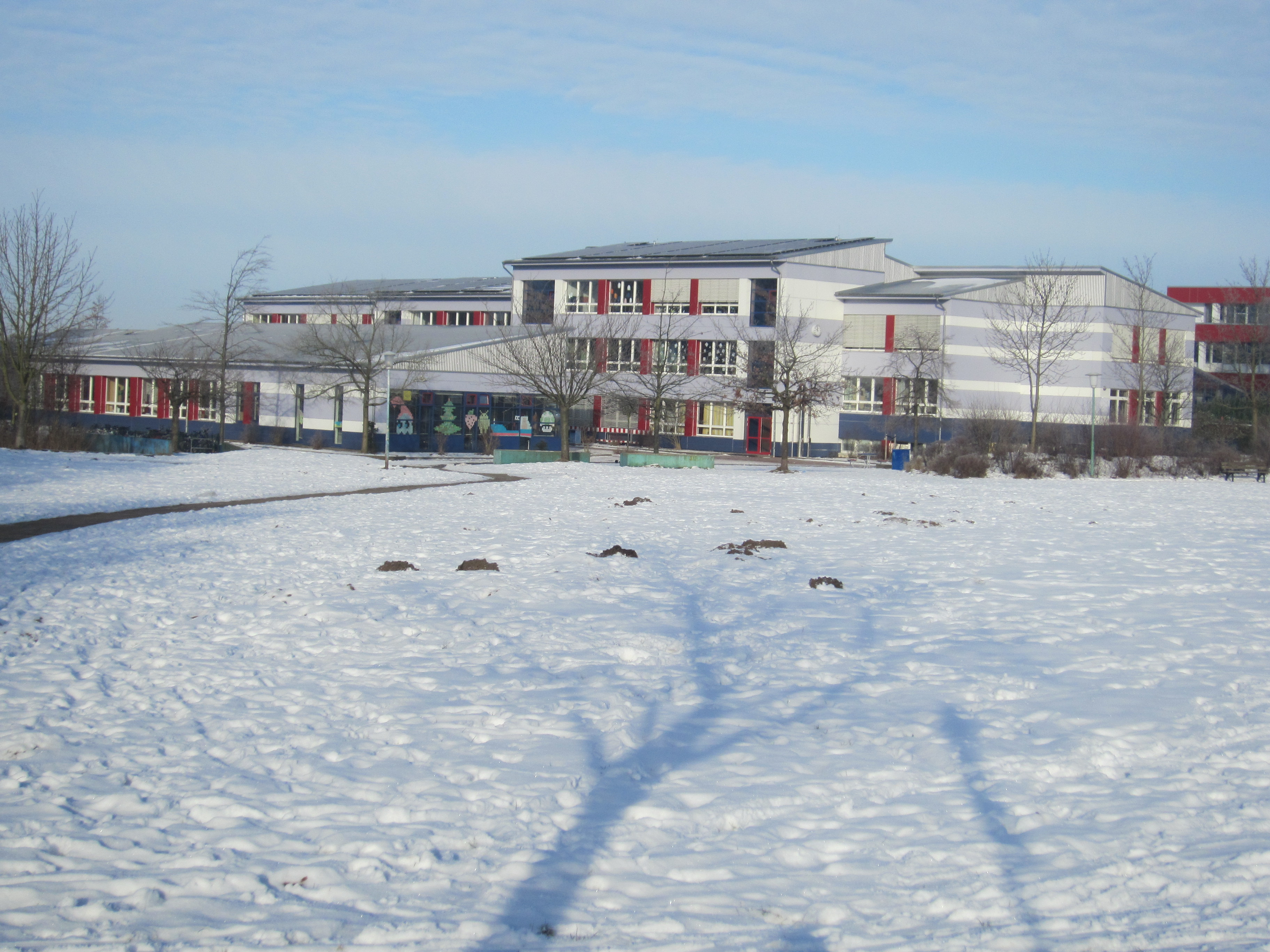
Realschule Kronshagen
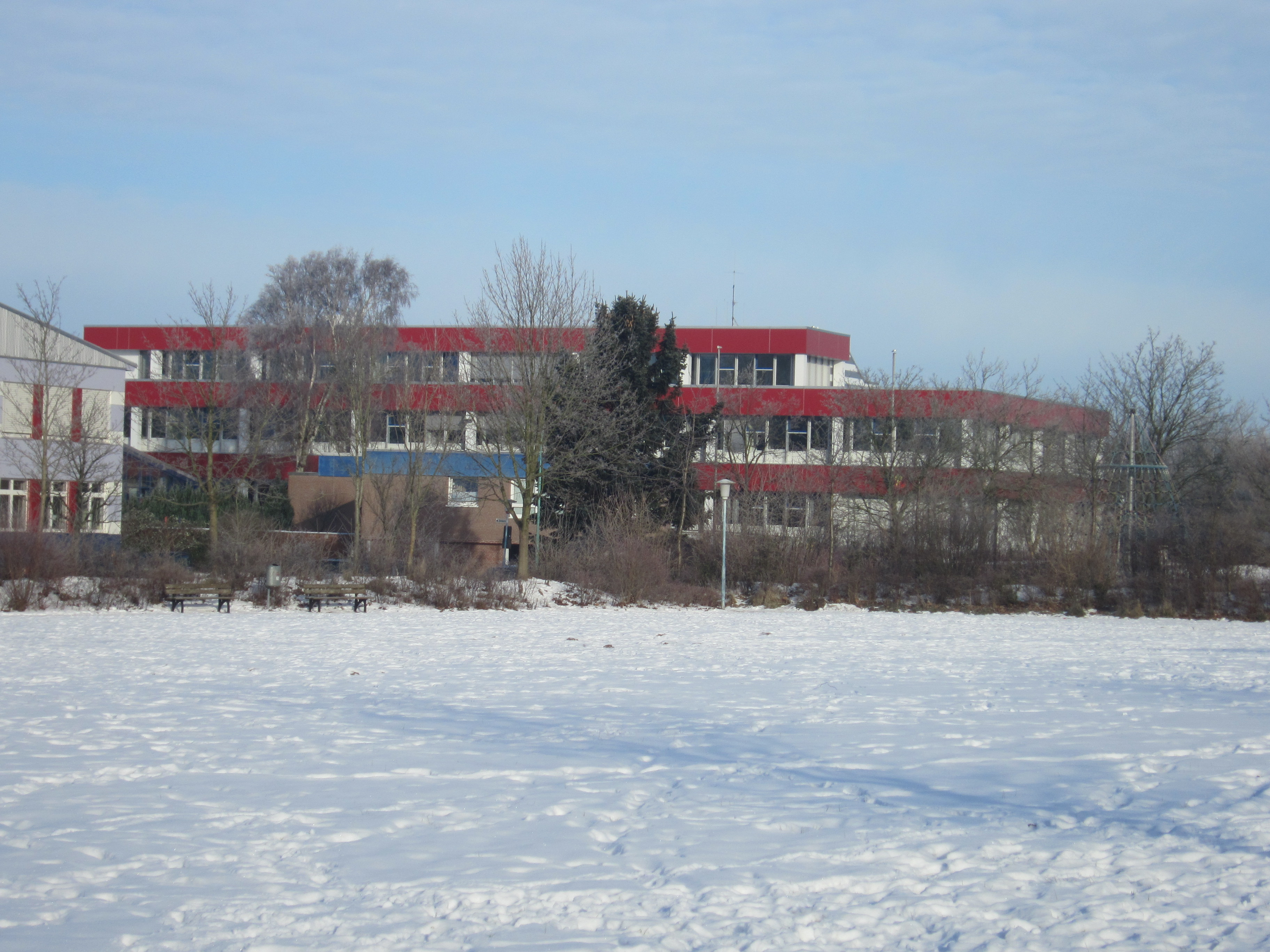
Gymnasium Kronshagen

#### Musik und Kultur
- Die Musikschule Kronshagen (gegründet 2008) bietet Instrumental- und Gesangsunterricht in den Bereichen Klassik und Jazz/Populärmusik.

#### Tischtennis
Der TSV Kronshagen gehörte Ende der 1970er und Anfang der 1980er Jahre zu den besten Mannschaften im deutschen Damen-Tischtennis. 1979/80 wurde der Verein deutscher Pokalsieger, 1979 und 1983 gewann er die deutsche Mannschaftsmeisterschaft.

## Persönlichkeiten
- Nicolaus Heinrich von Christensen (1768–1841), Königlich Dänischer Generalmajor und Oberdeichinspektor, in Kronshagen geboren
- Ernst Lamp (1850–1901), Astronom, in Kopperpahl, heute Kronshagen geboren
- Walter Volbehr (1904–1983), niederdeutscher Unterhaltungsschriftsteller, in Kronshagen geboren
- Hermann Bruhn (* 1928), Brauereikaufmann und Schauspieler; lebt in Kronshagen
- Thomas Pfeiffer (1940–2025), deutscher Rechtswissenschaftler und Richter, in Kronshagen geboren